# Roňava
Roňava (maďarsky Ronyva) je řeka na východě Slovenska, protéká územím okresů Košice-okolí a Trebišov. Je to pravostranný přítok Bodrogu, má celkovou délku 51 km, z toho na území Slovenska 40,5 km z toho 13,5 km úsek je Slovensko-maďarské státní hranice) a je tokem IV. řádu.

## Pramen
Pramení v Slanských vrších, v podcelku Bogota, na jihozápadním svahu Bogoty 856 m v nadmořské výšce přibližně 465 m.

## Popis toku
Zpočátku teče na jih, nejprve přibírá levostranný přítok z oblasti Malého Kulatého vrchu, pak pravostranný přítok z lokality Vyšné Košariská a opouští Slanské vrchy, východně od obce Slančík vstupuje do Podslanské pahorkatiny v nadmořské výšce 257 m.
Zprava přibírá přítok vznikající při kótě 358 m, zleva z oblasti Národná prírodná rezervácia Krčmárka a stáčí se na jihojihovýchod. Protéká okrajem Slanského Nového Mesta, zprava přibírá potok Slančík a stáčí se více jihovýchodním směrem. Dále intenzivně meandruje, zleva přibírá Jozefovský potok a teče severně od obce Slivník. Výrazně esovitě se stáčí, přičemž zprava přibírá svůj nejvýznamnější přítok Trebeľu, následně z téže strany i Kuzmický potok a stáčí se na jih.
Protéká okrajem obce Kuzmice, z pravé strany přibírá Parnovku a na krátkém úseku pokračuje na jihovýchod. Zleva přibírá Koltajský kanál a Dringáčský potok, opět se stáčí severojižním směrem a protéká územím mezi obcemi Lastovce a Kazimír. U obce Michaľany přibírá z levé strany Lastovický kanál a z pravé strany významný přítok Izru. Pak přibírá levostranný přítok vznikající jihozápadně od obce Veľaty a od hraničního kamene XVIII 1 vytváří Roňava slovensko-maďarskou státní hranici.
Řeka zároveň vytváří širokou Roňavskou bránu, která odděluje Zemplínské vrchy na Slovensku od jejich maďarské části. U Čerhova se od napřímeného koryta odpojují dvě meandrující ramena, nejprve z pravé strany, (sem ústí přítok Hečka zleva), pak přibírá také zleva Čerhovský potok a zprava se odděluje druhé meandrující rameno (tvoří státní hranici). Po spojení s vedlejším ramenem přibírá levostranný Veľkotrnianský potok, potom maďarskou Bózsvu zprava a opět levostranný Malotrnianský potok. Dále na cca 1 km úseku protéká územím Maďarska, vzápětí opět tvoří státní hranici a odděluje Slovenské Nové Mesto na levém břehu od maďarského města Sátoraljaújhely na pravém břehu a pak opouští území Slovenska.
Jižně od Slovenského Nového Mesta se řeka rozvětvuje, přičemž levé rameno teče na východ a do Bodrogu ústí jižně od obce Borša v nadmořské výšce 94,3 m (Nejnižší bod Slovenska). Hlavní koryto Roňavy pokračuje na jihozápad, následně na jih a do Bodrogu se vlévá na území Maďarska severovýchodně od města Sárospatak.

## Povodí Roňava podle přítoků (ve směru toku)
Roňava (P - pravostranný přítok, L - levostranný přítok)
- Slančík P
  - Bradla P
- Jozefovský potok L
- Trebeľa P
  - Starý potok P
    - Miličský potok P

  - Ostrý potok P
    - Markov potok P
- Kuzmický potok P
- Parnovka P
- Koltajský kanál L
- Dringáčsky potok L
- Lastovský kanál L
- Izra P
  - Malá Izra L
  - Brezinský potok P
  - Hečkovský potok P
  - Byšta P
- Hečka L
- Čerhovský potok L
- Veľkotrnianský potok L
- Bózsva P (v Maďarsku)
  - Körös-viz-patak L (v Maďarsku)
  - Nyiri-patak L (v Maďarsku)
    - Kréta-patak P (v Maďarsku)

  - Bisó L (v Maďarsku)
    - Nagy-patak P (v Maďarsku)
    - Falu-patak L (v Maďarsku)
- Malotrnianský potok L
- Fehér-patak P (v Maďarsku)
  - Magas-patak L (v Maďarsku)